# Nolito
Nolito (* 15. Oktober 1986 in Sanlúcar de Barrameda; bürgerlich Manuel Agudo Durán) ist ein ehemaliger spanischer Fußballspieler, der zuletzt bei UD Ibiza in der heimischen Segunda División unter Vertrag stand.

## Karriere

### Verein
Nolito wechselte 2006 von Atlético Sanluqueño zu Écija Balompié. Bekannt wurde er dabei durch sein Tor zum 1:1 in der Copa del Rey gegen Real Madrid in der Saison 2006/07. Mit Ejica wurde er am Ende der Saison 2007/08 Meister der Segunda División B Gruppe 4, scheiterte aber mit dem Klub in den Play-offs um den Aufstieg. 2008 schloss sich der Andalusier dem FC Barcelona an und war dort für die zweite Mannschaft, für FC Barcelona B, vorgesehen. Mit seinen Toren schaffte das Team in der Saison 2009/10 den Aufstieg in die Segunda División, die zweite spanische Liga. Sein erstes Spiel für die erste Mannschaft absolvierte er beim Pokalspiel gegen CD Benidorm im Oktober 2008. Zwei Jahre später, am 3. Oktober 2010, kam Nolito erstmals zu einem Ligaspiel für den FC Barcelona. Beim Heimspiel gegen RCD Mallorca (1:1) wurde er für Pedro in der 78. Minute eingewechselt. Sein erstes offizielles Tor für FC Barcelona erzielte er am 10. November 2010 beim Pokalspiel gegen AD Ceuta in der 2. Spielminute. In der Saison 2010/11 gehörte er offiziell der zweiten Mannschaft an und war dort mit 38 Einsätzen der am häufigsten eingesetzte Spieler seiner Mannschaft. Zugleich belegte er mit 13 Treffern den zweiten Platz in der mannschaftsinternen Torjägerliste – nur Ligatorschützenkönig Jonathan Soriano erzielte mehr Treffer. Nach Ablauf seines Vertrages beim FC Barcelona schloss sich Nolito zur Saison 2011/12 Benfica Lissabon an. Am 29. Januar 2013 wechselte Nolito auf Leihbasis bis zum Ende der Saison 2012/13 zurück in die Primera División zum FC Granada. Nach der Leihe kehrte Nolito nicht zu Benfica zurück, sondern schloss sich zur Saison 2013/14 Celta Vigo an. Dort traf er auf Trainer Luis Enrique, unter dem er bereits in der zweiten Mannschaft des FC Barcelona spielte. Zur Saison 2016/17 wechselte Nolito in die Premier League zu Manchester City. Er erhielt einen Vierjahresvertrag bis zum 30. Juni 2020. Unter seinem Landsmann Pep Guardiola konnte er sich allerdings nicht durchsetzen und kam auf 19 Ligaeinsätze (9-mal von Beginn), in denen er 4 Tore erzielte. Zur Saison 2017/18 wechselte Nolito zurück nach Spanien zum FC Sevilla und unterschrieb dort einen Vertrag bis zum 30. Juni 2020. Mitte Juni 2020 kehrte Nolito vor dem 30. Spieltag der Saison 2019/20 per Nottransfer zu Celta Vigo zurück. Dieser war aufgrund der langfristigen Verletzung von Sergio Álvarez außerhalb der Wechselperioden möglich geworden. Er kam bis zum Saisonende auf 7 Ligaeinsätze (einmal von Beginn), in denen er 2 Tore erzielte. Am letzten Spieltag konnte die Mannschaft vor dem CD Leganés den Klassenerhalt sichern. Im Sommer 2022 wechselte Nolito dann weiter zum Zweitligisten UD Ibiza. Im September 2023 beendete er seine Karriere.

### Nationalmannschaft
Am 7. November 2014 wurde Nolito vom Nationaltrainer Vicente del Bosque für das EM-Qualifikationsspiel gegen Belarus und das Testspiel gegen Deutschland nominiert. Er debütierte am 18. November 2014 bei der 0:1-Testspielniederlage gegen den amtierenden Weltmeister Deutschland. Bei der Fußball-Europameisterschaft 2016 in Frankreich wurde er als Stammspieler in das Aufgebot Spaniens aufgenommen. In allen Partien stand er in der Startaufstellung und im zweiten Gruppenspiel gegen die Türkei bereitete er das 1:0 vor und verwandelte selbst zum 2:0. Im Achtelfinale gegen Italien wurde er beim Stand von 0:1 bereits zur Halbzeit ausgewechselt, das Spiel ging später verloren und Spanien schied aus. Insgesamt erzielte er bis 2016 sechs Treffer in 16 Länderspielen.

## Erfolge und Auszeichnungen
- Spanischer Meister: 2011
- Portugiesischer Ligapokalsieger: 2012
- Europa-League-Sieger: 2020
- Spieler des Monats der Primera División (2): September 2014 und September 2015